# Julio Pérez
Julio Gervasio Pérez Gutiérrez (født 19. juni 1926, død 22. september 2002) var en uruguayansk fodboldspiller, der med Uruguays landshold vandt guld ved VM i 1950 i Brasilien. Han spillede i alt 22 landskampe, hvori han scorede ni mål. Han deltog også ved VM i 1954 i Schweiz.
Pérez spillede på klubplan for Nacional i hjemlandet og SC Internacional i Brasilien.